# Hayat Mirshad
Hayat Mirshad (1988) es una periodista feminista libanesa, activista, y cofundadora del colectivo feminista sin ánimo de lucro FE-MALE. Tiene una licenciatura en literatura inglesa por la Universidad libanesa y una licenciatura en un curso de género en desarrollo humano y ayuda humanitaria por la Universidad americana de Beirut.

## Biografía
Hayat Mirshad fundó el primer programa de radio feminista del Líbano en 2012, llamado "Sharika wa Laken" (Un socio aún no igual). En 2007, cofundó el colectivo feminista sin ánimo de lucro FE-MALE donde es codirectora. Es también jefa de comunicaciones en el Encuentro Democrático de Mujeres Libanesas y miembro del Ágora de Innovación de Género de Jóvenes de ONU Mujeres.

## Reconocimientos
En 2020, Mirshad fue reconocida por la BBC como una de las 100 mujeres más influyentes e inspiradoras del año por su trabajo como codirectora de FE-MALE.